# Eparchie Rajkot
De eparchie Rajkot (Latijn: Dioecesis Raikotensis) is een Syro-Malabar-katholieke eparchie met als zetel Rajkot, in India. De eparchie is suffragaan aan het aartsbisdom Gandhinagar. 

## Geschiedenis
De eparchie werd opgericht op 26 februari 1977, uit delen van het bisdom Ahmedabad, en was suffragaan aan het aartsbisdom Bombay. Op 11 november 2002 veranderde het van kerkprovincie en werd suffragaan aan het nieuw verheven aartsbisdom Gandhinagar.

## Parochies
De eparchie had in 2020 een oppervlakte van 109.950 km2 en telde 18.334.400 inwoners waarvan 0,1% rooms-katholiek was.

## Bisschoppen
Alle bisschoppen tot heden waren lid van de Karmelieten van de Onbevlekte Maagd Maria. 
- Jonas Thaliath (26 februari 1977 - 7 november 1981)
- Gregory Karotemprel (22 januari 1983 - 16 juli 2010)
- José Chittooparambil (16 juli 2010 - heden)

Gandhinagar (aartsbisdom) · Ahmedabad · Baroda · Rajkot (Syro-Malabar)